# Franz Anton Blum
Franz Anton Joseph Johannes Nikolaus Blum (* 1758 in Hildesheim; † 22. August 1823 ebenda) war ein deutscher Jurist und Abgeordneter.
Blum war der Sohn von Franz Joseph Blum († 1790), Hof- und Regierungsrat, Landrentmeister und Advocatus Patriae (Staatsanwalt) in Hildesheim und dessen Ehefrau Maria Theresa geborene Thon-Nienhauss. Blum, der katholischer Konfession war, heiratete am 14. Juli 1792 in Hildesheim Maria Aemilia Niemeyer. 
Er besuchte das Gymnasium Josephinum Hildesheim und studierte an den Universitäten Helmstedt und Straßburg Rechtswissenschaften. Nach Abschluss des Studiums wurde er Fürstlich-Hildesheimischer Rat und später Hof- und Regierungsrat. Von 1790 bis 1802 war er Advocatus Patriae. In den Jahren 1802 und 1803 war er Königlich Großbritannisch und Kurbraunschweig-Lüneburgischer Hofrat in Hannover. Im Königreich Westphalen war er von 1808 bis 1812 Unterpräfekt des Distrikts Hildesheim. Vom 2. Juni 1808 bis zum 26. Oktober 1813 war er Mitglied der Reichsstände des Königreichs Westphalen für das Departement der Oker und die Wählergruppe der Grundeigentümer.
Nach dem Ende des Königreichs Westphalen wirkte er als Advokat in Hildesheim. 1813 wurde er durch König Georg III. von Hannover mit der Organisation der Verwaltung im ehemaligen Fürstentum Hildesheim beauftragt und 1815 mit dem Titel eines Geheimen Justizrates ausgezeichnet. 1816 erhielt er den Guelphen-Orden (Ritter). 1820 wurde er Direktor des katholischen Konsistoriums in Hildesheim. 
Obgleich er katholisch war, war Blum Freimaurer und Mitglied der Hildesheimer Loge „Zum stillen Tempel“.